# Henri Kirpach
Henri Kirpach (Mamer, 2 maart 1841 – Luxemburg-Stad, 25 april 1913), was een Luxemburgs politicus.
Henri Kirpach studeerde rechten in Heidelberg en Parijs en vestigde zich daarna als advocaat in Luxemburg-Stad.
Henri Kirpach werd 1870, op 29-jarige leeftijd, voor het Kanton Capellen in de Kamer van Afgevaardigden gekozen. Op 6 augustus 1878 werd hij directeur-generaal (dat wil zeggen minister) van Binnenlandse Zaken in het kabinet-De Blochausen. Zijn naam is verbonden aan de op 19 april 1881 door de Kamer goedgekeurde "Schoolwet Kirpach" die het onderwijs voor kinderen van zes tot twaalf jaar verplicht stelde. Kipach bleef na het aftreden van Baron De Blochausen als minister van Binnenlandse Zaken aan in de kabinetten van premier Paul Eyschen.
Henri Kirpach trad 1 januari 1910 als minister af en werd lid van de Staatsraad, het adviesorgaan van de groothertog.
Henri Kirpach overleed in 1913 in Luxemburg-Stad.